# Thraex

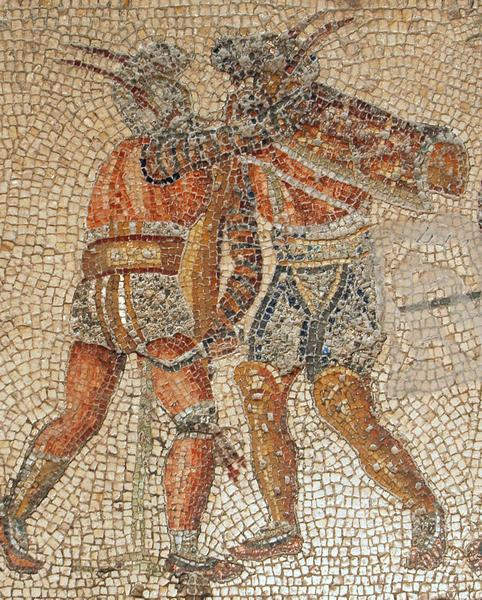
Darstellung eines Kampfs zwischen einem murmillo (links) gegen einen thraex (rechts) (Mosaik aus Leptis Magna, ca. 80–100 v. Chr.)

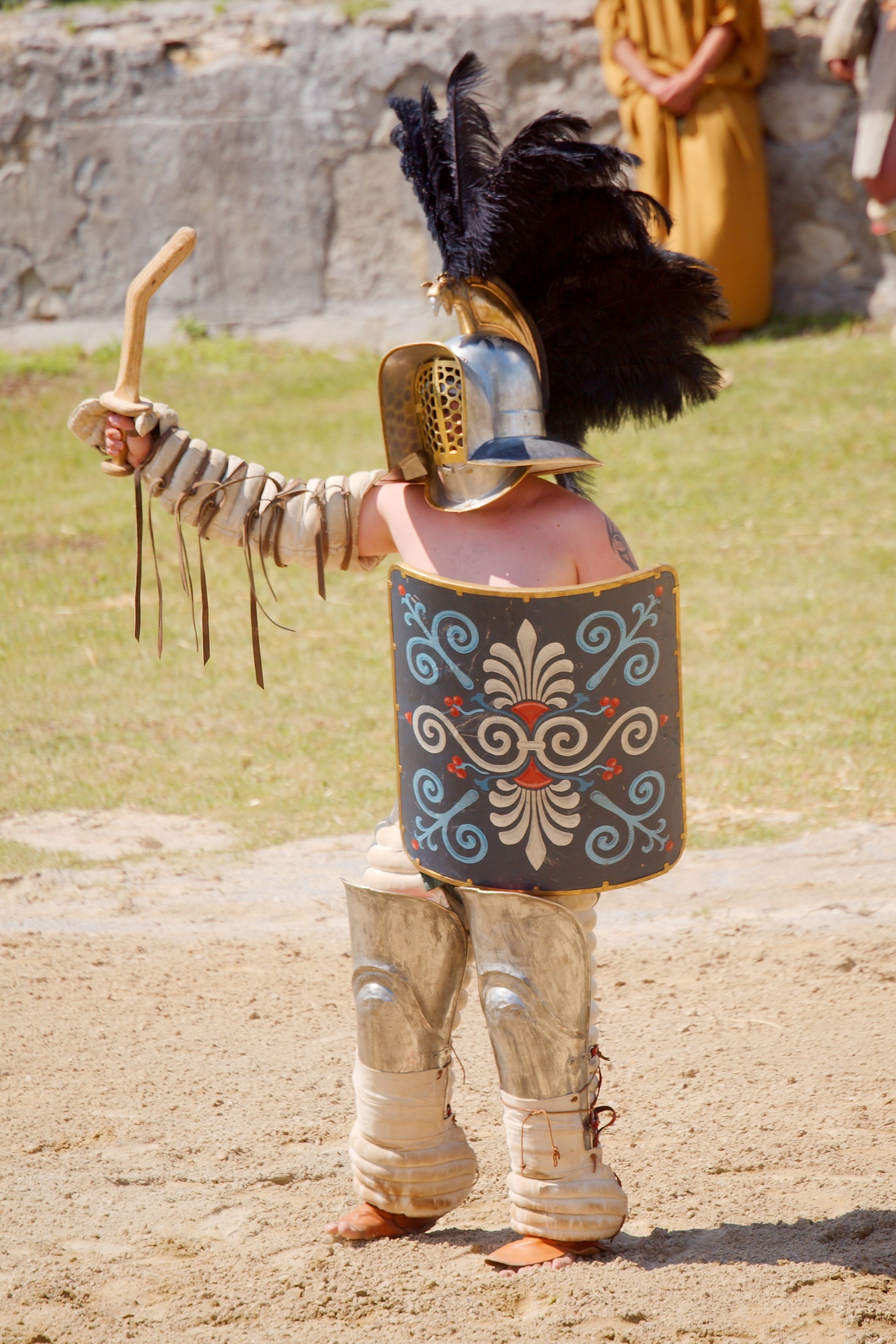
Rekonstruktion eines Thraex

Der Thraex (lat. „Thraker“; auch: Thrax, Threx) war ein leichtbewaffneter römischer Gladiator.

## Entwicklung
Die Gattung Thraex entstand vermutlich in der ersten Hälfte des ersten vorchristlichen Jahrhunderts, als während römischer Feldzüge im Balkanraum zahlreiche thrakische Kriegsgefangene nach Rom verschleppt wurden. In späterer Zeit konnten Gladiatoren der Gattung thraex auch anderen Völkerschaften angehören.
In spätrepublikanischer Zeit und in den ersten beiden Jahrhunderten unserer Zeitrechnung war der Kampf des thraex gegen den murmillo das weitaus beliebteste Gladiatorenduell. Danach war diese Auseinandersetzung auch noch populär, jedoch stand die Kombination retiarius gegen secutor an erster Stelle.

## Ausrüstung und Bewaffnung
Der thraex war leichtbewaffnet. Seine Waffe war ein gebogenes Kurzschwert (sica, falx). Seine Rüstung bestand aus einem hellenistischen/phrygischen Helm, einem Armschutz (manica) am Schwertarm, einem kleinen, rechteckigen, gewölbten Schild (parma, parmula), eng anliegenden Hosen oder Bandagen um die Beine und zwei sehr hohen Beinschienen (ocreae). Bekleidet war er mit einem Lendenschurz (subligaculum) und einem Gürtel (balteus, cingulum).

## Gegner

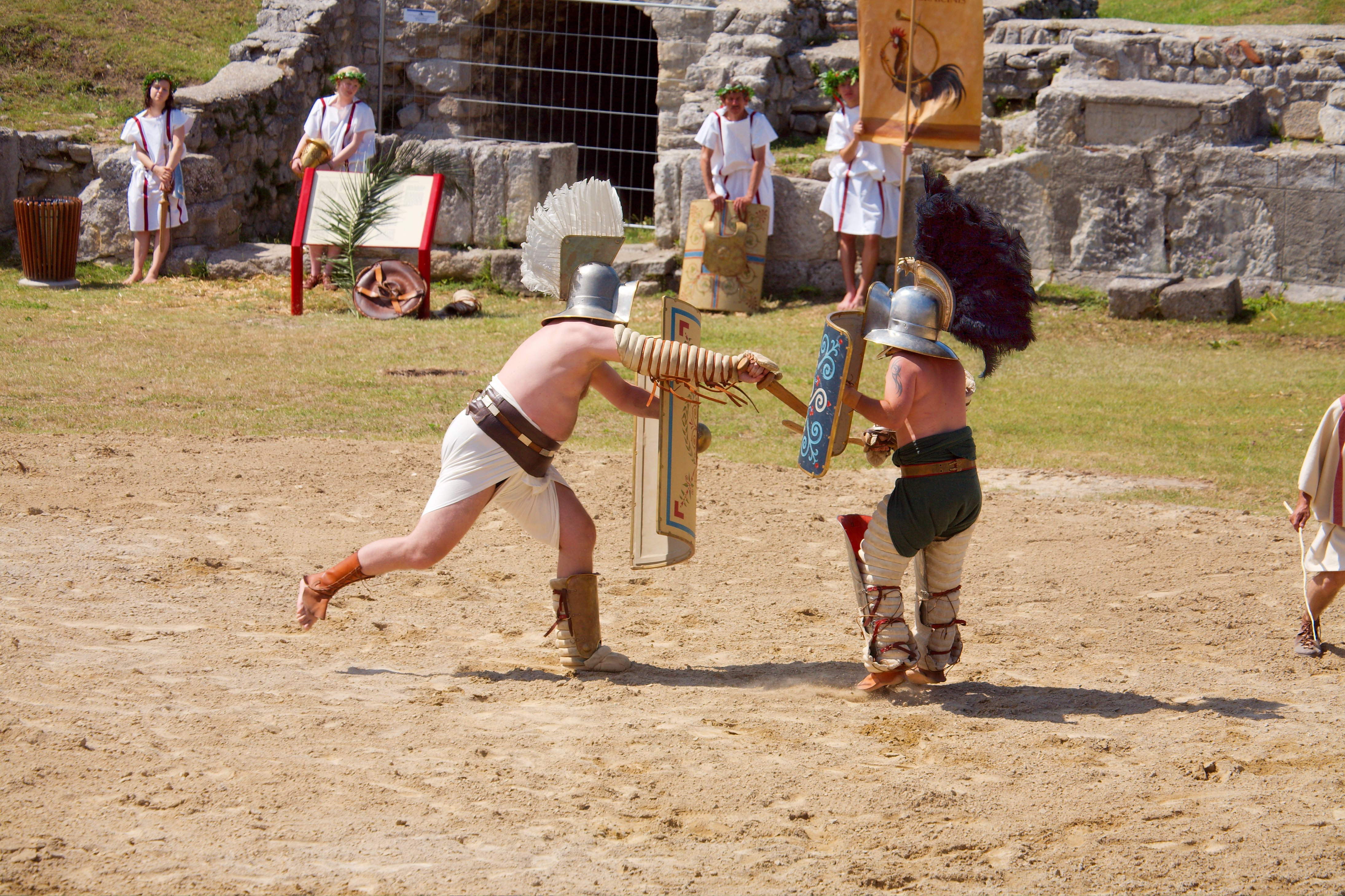
Thraex gegen murmillo.
Vorführung in Carnuntum

Der Gegner des Thraex war fast immer der Murmillo. In seltenen Fällen kämpfte er auch gegen den Hoplomachus und es existieren zurzeit auch zwei Belege für einen Kampf Thraex gegen Thraex, hier sei speziell das Patrasrelief aus Griechenland genannt.
Zu weiteren Gladiatoren siehe: Gladiatorengattungen.